# مهمانخانه‌چی

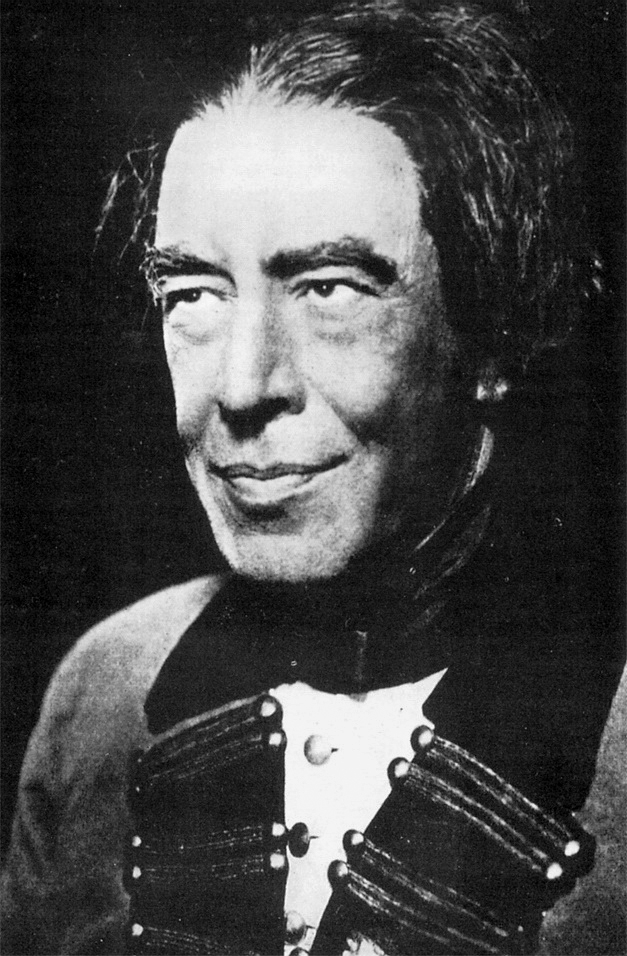
شوالیهٔ جوانی که از زنها بیزار و متنفر است، در مهمان‌خانهٔ دختر جوانی که به خاطر مرگ پدر ناچار است خود مهمان‌خانه را اداره کند

مهمان‌خانه‌چی یا صاحب مهمان‌خانه (Italian: La locandiera [la lokanˈdjɛ:ra]) از آثار برجسته کارلو گولدونی درام‌نویس مشهور ایتالیایی است.

## خلاصه نمایشنامه
در نمایشنامه کمدی مهمان‌خانه‌چی، شوالیهٔ جوانی که از زنها بیزار و متنفر است، در مهمان‌خانهٔ دختر جوانی که به خاطر مرگ پدر ناچار است خود مهمان‌خانه را اداره کند، اقامت می‌کند. شوالیه وقتی می‌بیند کنت و مارکز به مهمان‌خانه‌چی دل باخته‌اند، به آنها اعتراض می‌کند و مهمان‌خانه‌چی را لایق این همه توجه نمی‌داند. مهمان‌خانه‌چی وقتی از نظر شوالیه دربارهٔ خود باخبر می‌شود، تصمیم می‌گیرد با گرفتار کردن او به عشق خود، او را متنبه کند. شوالیه رفته‌رفته عاشق مهمان‌خانه‌چی می‌شود و به او پیشنهاد ازدواج می‌دهد، اما مهمان‌خانه‌چی نمی‌پذیرد و طبق وصیت پدرش با خدمتکار مهمان‌خانه ازدواج می‌کند.
اکثر قریب به اتفاق منتقدان و درام‌نویسان، مهمان‌خانه‌چی را در کنار قهوه‌خانه، اثر دیگر گولدونی، شاهکار این اعجوبهٔ درام‌نویسی جهان می‌دانند. بعضی آن را هم‌ردیف هیاهوی بسیار برای هیچ ارزیابی کرده‌اند و گولدونی را در درام‌نویسی هم‌تراز شکسپیر دانسته‌اند. البته منتقدان دیگری هم هستند که به آثار دیگر گولدونی نظر دارند. دربارهٔ اهمیت مهمان‌خانه‌چی همین کافی است که بدانیم این کمدی گولدونی از روزگار نویسنده تا امروز همواره رونق‌بخش صحنه‌های تئاتر در نقاط مختلف جهان بوده و بزرگانی چون استانیسلاوسکی اجرای آن را از افتخارات کارنامهٔ هنری خود می‌دانسته و به بازی در نقش شخصیت‌های آن مباهات می‌کرده‌اند.